# PGC 13500
LEDA/PGC 13500 (auch NGC 1427A) ist eine Irreguläre Galaxie vom Hubble-Typ IBm im Sternbild Eridanus am Südsternhimmel. Sie ist schätzungsweise 85 Millionen Lichtjahre von der Milchstraße entfernt und hat einen Durchmesser von etwa 65.000 Lichtjahren. Unter der Katalognummer FCC 235 ist sie als Mitglied des Fornax-Galaxienhaufens gelistet.
Im selben Himmelsareal befinden sich die Galaxien NGC 1396, NGC 1399, NGC 1404, NGC 1427.